# Julián de Ajuriaguerra
Julian de Ajuriagerra, també conegut com a Ajuria, (Bilbao, 7 de gener de 1911 - Milafranga, França, 23 de març de 1993) va ser un psiquiatre i psicoanalista francès d'origen basc.

## Biografia
És un representant d'una psiquiatria eclèctica, erudita i humanista i un dels que van inaugurar a França el sistema de psiquiatria del sector.
 Criat en un medi rural, als 16 anys se'n va anar a París on estudià medicina. Entrà com a psiquiatre extern a l'hospital Sainte-Anne. El seu estatut de metge estranger feu que no cobrés fins a 1950, cosa que el forçà a treballar fent guàrdies per a infermeres fins a la interdicció d'aquesta pràctica sota el règim de Vichy. Seguí particularment els seminaris de Gaëtan Gatian de Clérambault i de Pierre Janet i freqüentà el mitjà.
Acabà els seus estudis de medicina a Espanya, on la guerra civil li impedí de passar les seues últimes proves. La seua tesi El Dolor en les afeccions del sistema nerviós central va ser prologada per Jean Lhermitte, de qui seria assistent al Laboratori d'anatomia del sistema nerviós des de 1938 a 1946. Resistent durant la guerra, va ser nomenat professor agregat en neurologia i psiquiatria. Va conèixer el psicoanalista René Diatkine, amb qui va obrir una consulta especialitzada en trastorns de la psicomotricitat i el llenguatge, i amb qui creà la revista La Psychiatrie de l'Enfant als anys 1960. Durant una època es psicoanalitzà amb Sacha Nacht. El 1950 va obtenir la nacionalitat francesa. Llavors va poder aprovar el batxillerat i convalidar el seu títol de metge. El 1959 va reemplaçar el professor Fernand Morel a l'hospital psiquiàtric de Bel-Air a Ginebra, que va dirigir fins a 1975. En va fer un centre de reputació mundial. Els psicoanalistes treballaven amb neuròlegs en un esperit de col·laboració i d'emulació rarament observades en aquest context. Va posar a punt el «mètode Ajuriaguerra», una tècnica de relaxació. Deixà el 1975 Ginebra i se'n va cap a París on va ser promogut professor al Collège de France. Va desenvolupar una intensa activitat de recerca i d'ensenyament a França, Espanya i al País Basc. El 1986, una malaltia el va forçar d'acabar les seues activitats.
El 1983, la Universitat de Barcelona li va atorgar un doctorat honoris causa.

## Obres destacades
- Marcelli, Daniel; de Ajuriaguerra, Julian. Psicopatología del niño. 3a. ed.  Barcelona: Masson, 1996. ISBN 84-458-0465-0.
- Manuel de psychiatrie de l'enfant (1980)
- L'Écriture de l'enfant (1989)